# 北京市公园管理中心
北京市公园管理中心，位于北京市西城区西直门外大街143号，是北京市园林绿化局归口管理的事业单位，机构规格相当副局级。

## 沿革
2006年1月24日，北京市人民政府办公厅发布《北京市人民政府办公厅关于组建北京市园林绿化局和北京市公园管理中心的通知》（京政办发〔2006〕6号文件），自2006年3月1日起，北京市公园管理中心对外宣布正式成立，为市政府直属相当正局级事业单位，负责市属公园人、财、物等管理，接受市园林绿化局（首都绿化办）的行业管理和业务指导。
2018年12月17日中共北京市委机构编制委员会办公室下发文件《中共北京市委机构编制委员会办公室关于调整北京市公园管理中心隶属关系和机构规格的通知》(京编办发[2018]28号)，将北京市公园管理中心调整为市园林绿化局归口管理的事业单位，机构规格调整为相当副局级。

## 职责
北京市公园管理中心为市园林绿化局归口管理的事业单位，机构规格相当于副局级，负责市属公园及其他所属机构人、财、物管理。负责市属公园和其他所属机构的规划、建设、管理、保护、服务、科技工作，并实施监督，以及财务管理审计、劳动人事、安全保卫等工作。
（一）负责管理市属公园和所属机构，组织落实有关法律法规、政策措施、规章制度及行业标准，参与有关行业规划和标准的研究拟订工作。
（二）负责市属公园和所属机构管理方式、管理制度、运行机制等问题的研究，并提出对策建议。
（三）负责指导市属公园和所属机构规划、建设、管理、服务、科技等方面的工作，并监督实施。
（四）负责统筹调整和配置市属公园和所属机构国有资产，并对市属公园和所属机构使用和处置国有资产进行监督管理；负责监督管理市属公园和所属机构固定资产投资项目的组织实施工作。
（五）负责市属公园和所属机构的财务管理和审计工作。
（六）负责市属公园和所属机构的劳动、组织人事管理工作。
（七）负责市属公园和所属机构安全生产、安全保卫、文物安全、消防和社会治安综合治理工作。
（八）负责市属公园和所属机构党群工作，精神文明建设和维护稳定等方面的工作。
（九）承办市政府交办的其他事项。

## 机构设置

### 内设机构
- 办公室
- 计划财务处
- 规划建设处
- 文物保护处
- 服务管理处
- 安全应急处
- 组织人事处（老干部处）
- 宣传处
- 科技处
- 审计处
- 机关党委（党建工作处）

### 直属事业单位
- 颐和园管理处
- 天坛公园管理处
- 北海公园管理处
- 景山公园管理处
- 中山公园管理处
- 香山公园管理处
- 北京植物园管理处
- 北京动物园管理处
- 紫竹院公园管理处
- 玉渊潭公园管理处
- 陶然亭公园管理处
- 中国园林博物馆北京筹备办公室
- 北京市园林学校
- 北京市园林科学研究院
- 中共北京市公园管理中心党校
- 北京市公园管理中心后勤服务中心[1]

## 历任主任
- 郑秉军（2006年—2009年）[2]
- 郑西平（2009年—2012年12月24日）[3]
- 张勇（2013年—）